# Cruiseferry

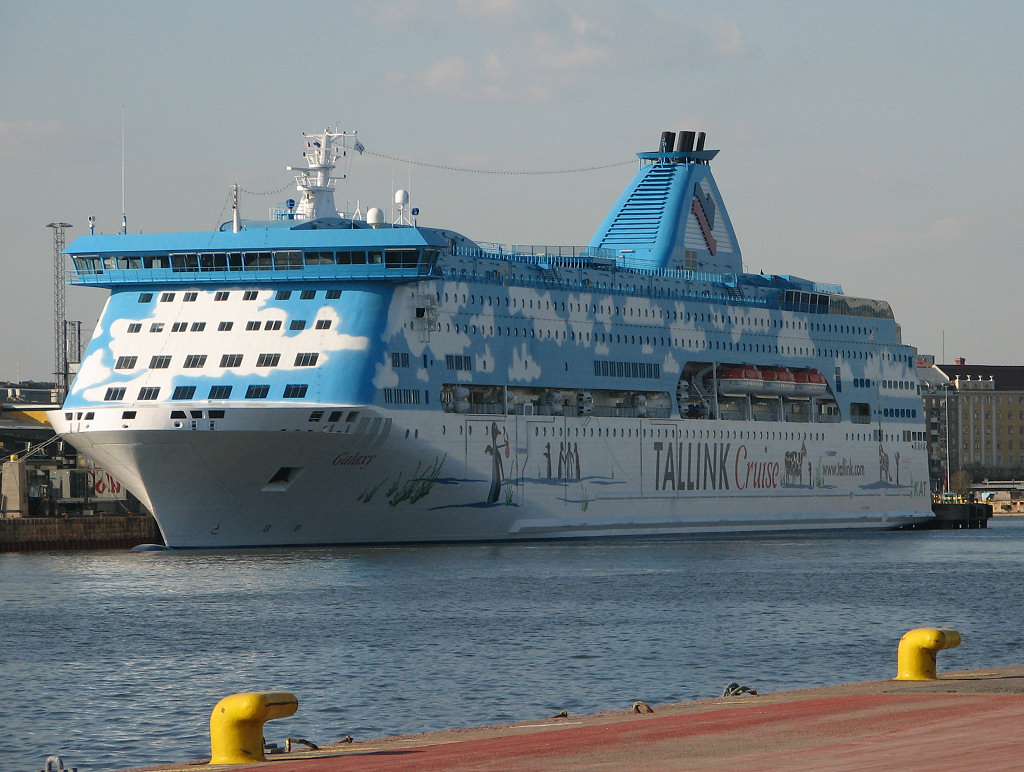
De Tallink Galaxy.

Een cruiseferry is een roll-on-roll-off-veerboot met de luxegraad van een cruiseschip.
Cruiseferry's zijn veerboten die meest lange afstanden afleggen en een zodanige luxegraad hebben, dat ze worden aangeduid als cruiseferry. De meeste cruiseferry's varen op de Noordzee, Oostzee en Middellandse Zee. De meeste overtochten duren 10 uur of langer.

## Opbouw van een cruiseferry
Variërend per maatschappij heeft een cruiseferry zo'n acht à twaalf dekken. Een cruiseferry heeft meestal twee of drie autodekken, waarbij de voertuigen er van voor (of achter) inrijden. Hierop zijn uitzonderingen, want bij bijvoorbeeld de Pride of Rotterdam en het zusterschip Pride of Hull van P&O Ferries rijden de personenauto's vanaf een hoge laadbrug aan de zijkant het schip in. Het aantal hutten varieert van zo'n 400 tot 700. De meeste van die hutten liggen in het midden van het schip. Op de hogere dekken liggen meestal de voorzieningen, zoals winkels, wisselkantoren, cafés, restaurants en zwembaden. Ook hebben deze dekken vaak een deur naar een buitendek, zodat de bezoekers ook naar buiten kunnen. Op het (meestal) een na hoogste dek is een zonnedek met soms een buitenzwembad. Ten slotte op het hoogste dek is de brug.

## Routes
De meeste cruiseferry's varen op de Noordzee, Oostzee en Middellandse Zee. In mindere mate varen ze op de Caraïbische Zee en Zwarte Zee. Ook rond Australië en China varen er een aantal. Hieronder een aantal verbindingen waarop cruiseferry's varen:
- Rotterdam (Europoort) - Kingston-upon-Hull
- Hoek van Holland - Harwich
- Amsterdam (IJmuiden) - Newcastle-upon-Tyne
- Zeebrugge - Kingston-upon-Hull
- Zeebrugge - Rosyth (Edinburgh)
- Kiel - Oslo
- Kopenhagen - Oslo
- Stockholm - Helsinki
- Stockholm - Mariehamn - Turku
- Stockholm - Tallinn
- Tallinn - Helsinki
- Nice - Bastia
- Dénia - Ibiza
- Rostock - Helsinki
- Ancona - Patras
- Bari - Patras
- Bari - Corfu
- Cherbourg - Rosslare

## Maatschappijen die varen met cruiseferry's
- P&O Ferries
- DFDS Seaways
- Estline
- Superfast Ferries
- Scandlines
- Stena Line
- Color Line
- Viking Line
- Tallink-Silja
- Irish Ferries
- Corsica Ferries

Deze maatschappijen varen met cruiseferry's, maar dat wil niet zeggen dat ze op al hun routes cruiseferry's gebruiken.

## Enkele cruiseferry's
- Stena Britannica (Hoek van Holland-Harwich, Stena Line)
- Stena Hollandica (Hoek van Holland-Harwich, Stena Line)
- Pride of Rotterdam (Rotterdam-Hull, P&O Ferries)
- Pride of Hull (Rotterdam-Hull, P&O Ferries)
- Pride of Bruges (Zeebrugge-Hull, P&O Ferries)
- Pride of York (Zeebrugge-Hull, P&O Ferries)
- Pride of Bilbao (Bilbao-Portsmouth, P&O Ferries)
- MS Romantika (voorheen Eemshaven-Kristiansand, Holland Norway Lines)
- King Seaways (IJmuiden-Newcastle, DFDS Seaways)
- Princess Seaways (IJmuiden-Newcastle, DFDS Seaways)
- Color Fantasy (Kiel-Oslo, Color Line)
- Color Magic, vanaf oktober 2007 (Kiel-Oslo, Color Line)
- Viking sally / Estonia (Tallin-Stockholm, Estline)